# Sergio Rossetti
Sergio Rossetti (Verolanuova, 17 dicembre 1944) è un allenatore di calcio ed ex calciatore italiano, di ruolo attaccante o terzino.

## Caratteristiche tecniche

### Giocatore
Nato come attaccante, diventò un terzino destro poiché in una partita sostituì un suo compagno assente e da lì continuò fino alla fine della sua carriera.

## Carriera

### Giocatore
Cresciuto calcisticamente nelle giovanili del Brescia, nel 1965 passa al Catania con cui disputa due incontri in massima serie (esordio il 15 maggio 1966 in occasione della sconfitta interna col Torino).
Nel 1966 passa al Catanzaro in Serie B dove colleziona 19 presenza e 5 gol e successivamente approda al Potenza, sempre fra i cadetti, dove totalizza 33 presenze e 5 goal.
Nel 1968 viene acquistato dal Genoa, dove rimase fino al termine della carriera, disputando nove campionati (due in Serie A, sei in B e uno in Serie C). Con il Genoa totalizzò 221 presenze e un gol realizzato contro la sua ex squadra, il Brescia.
In carriera ha totalizzato complessivamente 24 presenze in Serie A e 221 presenze e 8 reti in Serie B.

### Allenatore
Terminata la carriera agonistica ha intrapresa quella di allenatore, occupandosi prevalentemente di formazioni giovanili.

## Palmarès

### Giocatore

#### Competizioni nazionali
- Serie C: 1

Genoa: 1970-1971
- Serie B: 2

Genoa: 1972-1973, 1975-1976